# Soul Edge
Soul Edge (яп. ソウルエッジ Со:ру Эддзи) в Японии, в остальных странах известный как Soul Blade — трёхмерный файтинг, разработанный студией Project Soul и выпущенный Namco для аркадного автомата Namco System 11 и консоли PlayStation. Является первой игрой в серии Soul. Последующие игры будут называться Soulcalibur, в честь священного меча, который играет значительную роль в последующих играх серии.
Soul Edge стала одной из первых игр, при разработке которой использовалась технология захвата движения.

## Игровой процесс

Бой между Таки и Волдо.

Soul Edge является вторым трёхмерных файтингом, в котором персонажи используют различные виды оружия (после Battle Arena Toshinden), однако это не является каким-либо нововведением, так как например Samurai Shodown представляет собой редкий пример двухмерного файтинга с оружием.
В Soul Edge игрок может двигаться по арене в разных направлениях, совершая манёвры. Боевая система основана на трёх приёмах: ударе, быстрой горизонтальной атаке и медленной вертикальной атаке; кроме того, игрок может прыгать и ставить блоки. Каждый персонаж имеет одну или две медленных, но неблокируемых атаки. Введя определённую комбинацию на джойстике или геймпаде, игрок также способен выполнять так называемые критические атаки.
Одним из заметных аспектов игры является «Датчик оружия» (англ. Weapon Gauge), который расположен под полоской с очками жизни персонажа. Каждый раз, когда игрок блокирует атаку «Датчик» сокращается, и когда он будет полностью опустошён, персонаж будет вынужден продолжить матч безоружным. Ещё одной особенностью, позже убранной в Soulcalibur, является ситуация, когда два персонажа ударив одновременно, блокируют своё оружие. В таком случае преимущество имеет тот, кто первым нажмёт верную кнопку.
Игра использует дополнительный наступательный блокирующий манёвр под названием «Оценка воздействия» (англ. Guard Impact), который позволяет игроку перехватить входящую атаку и направить её на противника, в результате чего появляется мгновенная возможность для свободной контратаки. Противники, однако, также могут воспользоваться наступательным манёвром. Эта функция позже будет расширена и будет появляться в каждой игре серии.
Игрок также может выиграть битву, выкинув противника за пределы ринга.

## Сюжет
События Soul Edge происходят в 1583 году. В игре рассказывается история о воинах, которые ищут великий меч «Soul Edge». На протяжении многих лет ему было дано множество имён, таких как «Меч Спаситель», «Меч Героев» и «Совершенный меч» и другие. Многие воины искали его в течение многих лет, но только некоторые из них действительно нашли его. В конце концов, меч таинственным образом оказывается на аукционе, где его приобретает капитан Сервантес, и в дальнейшем о его судьбе ничего не было известно. Игра повествует о девяти воинах со всего света, по разным причинам желающих найти меч. Некоторые разыскивают Soul Edge из-за его силы, другие считая, что это доброжелательный меч, ищут его чтобы стать героем, в то время как третьи, зная его злую природу, желают его уничтожить. О мече практически ничего не известно, за исключением одной вещи: он приносит несчастье тем, кто ищет его.

## Версии и выпуски
Soul Edge была впервые выпущена на аркадных автоматах по всему миру в 1996 году. Европейская и североамериканская версии получили название Soul Blade, чтобы избежать возможных осложнений, связанных с торговой маркой «Edge». Через пару месяцев было выпущено обновление игры, в ответ на жалобы игроков. В этой версии у Хвана и у других персонажей была снижена сложность игры, были добавлены новые виды атак, а Сервантес стал играбельным персонажем.
В 1996 и 1997 годах Soul Edge/Blade была портирована на консоль PlayStation. Порт основан на второй версии игры на аркадном автомате и в нём были представлены все её нововведения. Кроме того, в порт были добавлены костюмы и оружия для каждого персонажа, появился новый режим «Edge Master», являющийся своего рода сюжетным режимом, а также был создан начальный видеоролик. Саундтреки «Arrange Soundtrack» и «Khan Super Session» доступны в игре.
Каждая версия игры для PlayStation подверглась цензуре. В североамериканской версии в начальном ролике Софития изображена в одежде, в то время как в оригинале она была обнажена. Из европейской версии были убраны нунчаки, а в японской Сервантес стал смеяться в конце начального ролика.

## Саундтрек

### Super Battle Sound Attack Soul Edge
Альбом Super Battle Sound Attack Soul Edge (яп. スーパーバトルサウンドアタックソウルエッジ Су:па: Батору Саундо Атакку Сору Эддзи) был выпущен 20 сентября 1996 года лейблом PolyGram. Музыка была написана композиторами Такаюки Аихарой и Такаюки Оцурой. Альбом содержит 26 композиций.
| №   | Название                                | Музыка         | Длительность |
| --- | --------------------------------------- | -------------- | ------------ |
| 1.  | «The Wind and Cloud»                    | Такаюки Аихара | 2:44         |
| 2.  | «Opening Title Ver. 1»                  | Такаюки Аихара | 0:16         |
| 3.  | «Epic Calling!»                         | Такаюки Аихара | 0:15         |
| 4.  | «Into the Battle»                       | Такаюки Аихара | 0:08         |
| 5.  | «Future Dancin’»                        | Такаюки Аихара | 1:37         |
| 6.  | «And the Blind Shall See»               | Такаюки Аихара | 0:47         |
| 7.  | «Heavenly Engage»                       | Такаюки Аихара | 3:13         |
| 8.  | «Soul and Sword»                        | Такаюки Аихара | 2:47         |
| 9.  | «Goddess in Triumph»                    | Такаюки Оцура  | 0:50         |
| 10. | «Dragon’s Call»                         | Такаюки Аихара | 2:52         |
| 11. | «The Deed is Done»                      | Такаюки Оцура  | 0:50         |
| 12. | «The Gears of Madness»                  | Такаюки Аихара | 2:47         |
| 13. | «Kkaduri»                               | Такаюки Аихара | 2:08         |
| 14. | «War Age»                               | Такаюки Аихара | 0:50         |
| 15. | «Horangi Arirang»                       | Такаюки Аихара | 2:47         |
| 16. | «Sparrow’s Return»                      | Такаюки Оцура  | 0:50         |
| 17. | «Recollect Continent»                   | Такаюки Аихара | 3:04         |
| 18. | «Bravely Folk Song»                     | Такаюки Аихара | 3:08         |
| 19. | «Sunrise Promise»                       | Такаюки Аихара | 0:50         |
| 20. | «Opening Title Ver. 2»                  | Такаюки Оцура  | 0:27         |
| 21. | «The Carnage Has Begun ~ Into a Trance» | Такаюки Аихара | 0:49         |
| 22. | «Coming Soon»                           | Такаюки Аихара | 0:25         |
| 23. | «Courage»                               | Такаюки Аихара | 1:41         |
| 24. | «World Atlas Collapsed»                 | Такаюки Аихара | 2:39         |
| 25. | «The Last Bit of Hope ~ Dragon’s Gasp»  | Такаюки Оцура  | 0:50         |
| 26. | «Finale and End Credit»                 | Такаюки Аихара | 1:50         |

### Soul Edge Original Soundtrack — Khan Super Session
Soul Edge Original Soundtrack — Khan Super Session (яп. Soul Edge オリジナル サウンド トラック Khan Super Session) был выпущен 18 декабря 1996 года лейблом BMG Japan. Альбом содержит треки из версии игры на PlayStation. Музыка была написана Масуми Ито, Бентеном Мару, Ёсиюки Ито, Аки Хатой и Таки Ивасаки.
| №   | Название                                  | Текст песни | Музыка       | Исполнитель | Длительность |
| --- | ----------------------------------------- | ----------- | ------------ | ----------- | ------------ |
| 1.  | «Doubtful Judgement (Soul Edge Stage)»    |             | Масуми Ито   |             | 3:46         |
| 2.  | «The Edge of Soul (PSX Intro Movie BGM)»  | Сьюзи Ким   | Бентен Мару  | Minori      | 4:20         |
| 3.  | «An Oath of the Sword (Character Select)» |             | Масуми Ито   |             | 1:33         |
| 4.  | «P.N.K.N. (Coloseum — Asia Stages)»       |             | Аки Хата     |             | 3:46         |
| 5.  | «Castaway into Darkness (Cervantes)»      |             | Масуми Ито   |             | 3:42         |
| 6.  | «Hagakure (Mitsurugi)»                    |             | Ёсиюки Ито   |             | 3:58         |
| 7.  | «Eternal Memories (Name Entry)»           |             | Масуми Ито   |             | 1:31         |
| 8.  | «A Haunting Wind (Taki)»                  |             | Бентен Мару  |             | 3:58         |
| 9.  | «Another Fanatic (Voldo)»                 |             | Таки Ивасаки |             | 3:43         |
| 10. | «Moonlight Shadows (Li Long)»             |             | Бентен Мару  |             | 4:25         |
| 11. | «A Continental Gale (Rock)»               |             | Масуми Ито   |             | 3:46         |
| 12. | «Tiny Amulet (Seung Mina)»                |             | Ёсиюки Ито   |             | 3:44         |
| 13. | «Yellow Sands (Hwang Sung)»               |             | Таки Ивасаки |             | 3:31         |
| 14. | «A Mediterranean Call (Sophitia)»         |             | Масуми Ито   |             | 3:45         |
| 15. | «Darkness of Fate (Siegfreid)»            |             | Таки Ивасаки |             | 4:07         |
| 16. | «Our Way Home (Credits BGM)»              | Сьюзи Ким   | Бентен Мару  | Minori      | 4:34         |

## Оценки и мнения
| Сводный рейтинг      | Сводный рейтинг                 |
| Агрегатор            | Оценка                          |
| -------------------- | ------------------------------- |
| GameRankings         | 91,46 %                         |
| Metacritic           | 89/100                          |
| MobyRank             | 90/100                          |
| Иноязычные издания   |                                 |
| Издание              | Оценка                          |
| AllGame              | (авт.) · (авт.) · (PS1) · (PS1) |
| Edge                 | 8/10                            |
| EGM                  | 8,2/10                          |
| GamePro              | 5/5                             |
| GameRevolution       | A-                              |
| GameSpot             | 8,3/10                          |
| IGN                  | 8,3/10                          |
| The Adrenaline Vault | [ 18 ]                          |

Soul Blade получила очень положительные отзывы, со средней оценкой в 89 баллов из 100 возможных от Metacritic. IGN оценил игру в 8,9 балла из 10, назвав её лучшим файтингом с мечами на PlayStation. GameSpot поставил Soul Blade 8,3 балла, охарактеризовав её «отличным файтингом со своей долей недостатков». GamePro посоветовал всем владельцам PlayStation поиграть «в эту игру этого года». В 1997 году журнал PSM поместил Soul Edge на четвёртое место в топе лучших игр для PlayStation. Открывающая заставка Soul Edge выиграла награду в номинации «Лучший игровой видеоролик 1996 года» на конференции SIGGRAPH, проведённой в 1997 году.
Soul Blade стала бестселлером в Великобритании. Игра была переиздана как «PlayStation Greatest Hits», «PlayStation Platinum Range» и «PlayStation the Best».
В 2011 году сайт PSU.com поставил Soul Blade на шестое место в списке игр, достойных переиздания на PlayStation 3. В том же году Complex поставил Soul Edge на 19 место в списке «50 лучших файтингов всех времён».